# Alfonso Maria Palanza
Alfonso Maria Palanza (L'Aquila, 6 settembre 1851 – Bitonto, 25 luglio 1899) è stato un botanico italiano di orientamento floristico-sistematico. Autore del «primo» «maggiore contributo alla conoscenza della flora dell'Apulia centrale», ha caratterizzato nuove specie e raccolto, in due erbari, oltre diecimila exsiccata.

## Biografia
Alfonso Maria Palanza nacque da Amedeo e da Albina Santopinto. Completati regolarmente nel 1868 gli studi superiori presso il Regio Liceo dell'Aquila, Palanza, «secondando la sua vocazione per l'insegnamento», iniziò la sua attività professionale che, come docente di Scienze naturali e di materie letterarie, lo avrebbe portato, dall'insegnamento privato a L'Aquila, alla docenza nel Liceo classico "Carmine Sylos" di Bitonto, nonché all'incarico di Rettore di quel Convitto.
Inizialmente, infatti, subito dopo la licenza liceale, Palanza principalmente «tenne scuola privata», ma fu anche incaricato di «invigilare le scuole elementari di Antrodoco e Borgo Velino, dirigendone gli esami finali». Nel 1869 ottenne la «patente di grado superiore per maestro elementare», ma, nel contempo, risultò vincitore di una borsa di studio alla quale aveva concorso presso la R. Università di Napoli.
Trasferitosi a Napoli, Palanza si iscrisse alla Scuola di Magistero, di cui «segui il corso splendidamente, conseguendo per concorso il premio universitario di Botanica con medaglia di 1a categoria». Con l'abilitazione all'insegnamento liceale nel 1875, Palanza lavorò in diversi istituti privati di Napoli per quasi vent'anni, per poi trasferirsi a Bitonto, nel 1894, come docente nel Liceo "Carmine Sylos" e rettore dell'annesso Convitto.
Morì a Bitonto, ancora giovane, nel luglio del 1899, per le conseguenze di una febbre perniciosa contratta qualche giorno prima mentre erborizzava nella valle dell'Ofanto.

## Attività scientifica

### Il periodo napoletano e l'allestimento dell'Erbario Generale
Gli anni trascorsi a Napoli furono decisivi per la formazione scientifica di Palanza come botanico. Oltre che per il completamento degli studi e per il premio universitario, furono importanti per i rapporti di amicizia che Pallanza intrattenne con i più autorevoli naturalisti napoletani di quel tempo. Tra questi i botanici Orazio Comes, Giuseppe Antonio Pasquale, Michele Geremicca e Vincenzo Tenore, gli zoologi Antonio Della Valle e Francesco Saverio Monticelli e, soprattutto, il barone Vincenzo Cesati, che era direttore del R. Orto Botanico dal 1867, e a cui Palanza si sarebbe riferito poi come al suo «amatissimo maestro».

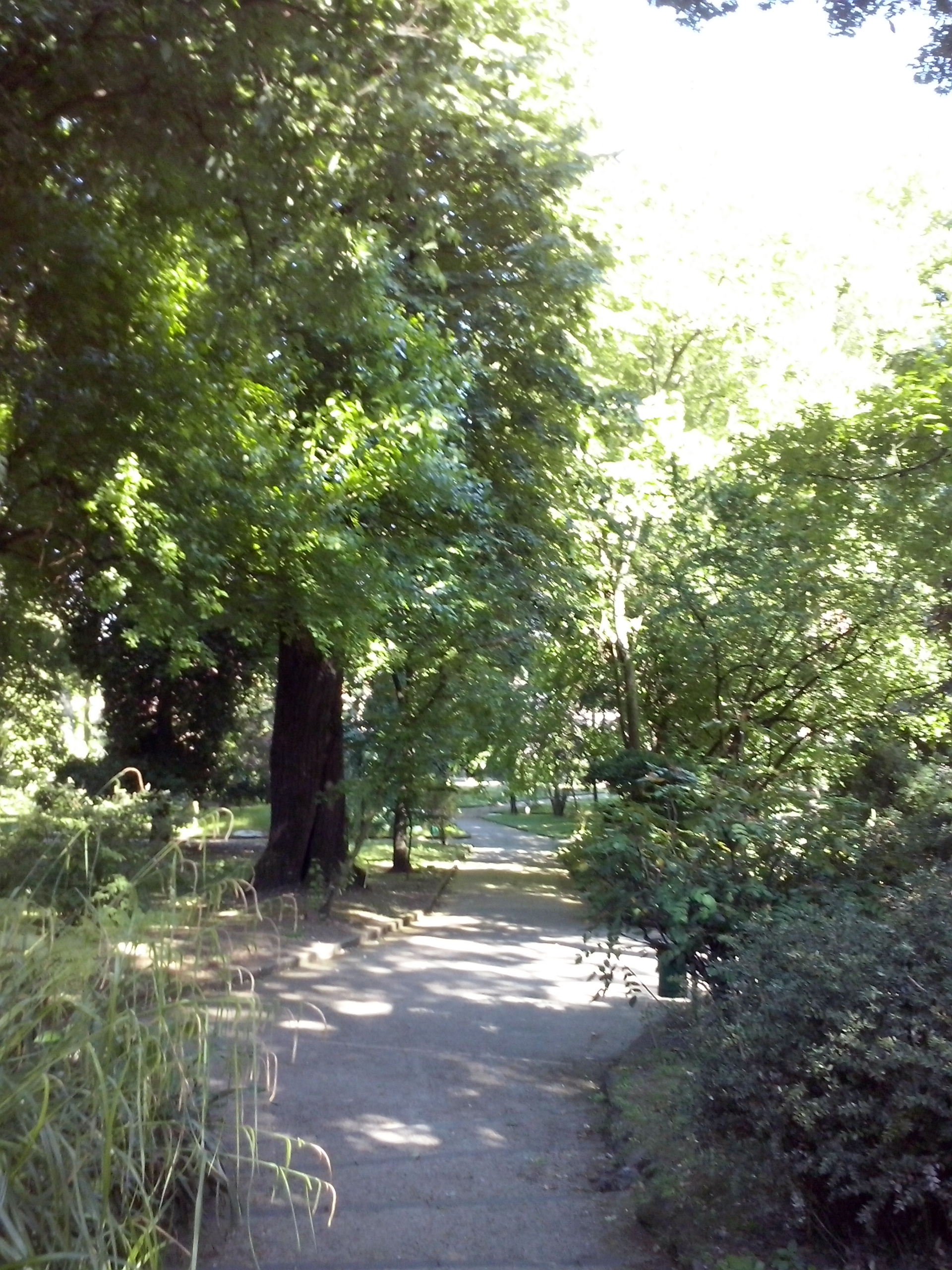
L'Orto botanico di Napoli

Furono importanti inoltre le sue frequentazioni della R. Scuola Superiore di Agricoltura, nell'ex Reggia Borbonica di Portici, della R. Scuola Veterinaria di Napoli e del R. Orto Botanico, dove ebbe modo di accedere alle biblioteche e di esaminare gli erbari. Al pari formativa fu la sua assidua partecipazione alle tornate della Società dei Naturalisti in Napoli, di cui fu socio ordinario residente e consigliere, dal 1887 al 1890.
A Napoli Palanza iniziò a occuparsi del primo dei suoi erbari, l'Erbario Generale che, in 27 cartelle avrebbe contenuto circa 7000 exsiccata di specie rappresentative della flora italiana ed europea. Oltre la metà di quelle italiane sarebbero state raccolte proprio da Palanza durante le sue campagne di erborizzazione tra la Campania, l'Abruzzo e l'Apulia e studiate «sotto la scuola dell'illustre prof. Cesati». Le rimanenti si sarebbero aggiunte, a seguito di donazioni o di scambi con altri botanici italiani o stranieri.
L'allestimento dell'Erbario Generale continuò anche dopo che Palanza si trasferì a Bitonto, evento questo che segnò un punto di svolta decisivo nella sua attività scientifica. Palanza iniziò, infatti, un'esplorazione botanica sistematica dell'Apulia centrale «coll'intendimento di contribuire nella maggior misura che... sarà possibile alla cognizione... del suo patrimonio vegetale».

### Il trasferimento a Bitonto e laFlora della Terra di Bari
Nei cinque anni trascorsi a Bitonto, Palanza non solo ampliò l'Erbario Generale, ma raccolse, descrisse e collezionò in un erbario dedicato il frutto delle sue nuove campagne di erborizzazione, che condusse spesso in compagnia di Antonio Jatta, l'«amicissimo» agronomo e lichenologo conosciuto a Napoli, ma originario e residente a Ruvo di Puglia, comune limitrofo di Bitonto.

Il nuovo erbario tematico, Flora della Terra di Bari, sarebbe arrivato ad ospitare, in diciassette cartelle, circa tremila esemplari rappresentativi della flora spontanea dell'Apulia centrale, compresa tra la valle dell'Ofanto, Poggiorsini e Fasano. 

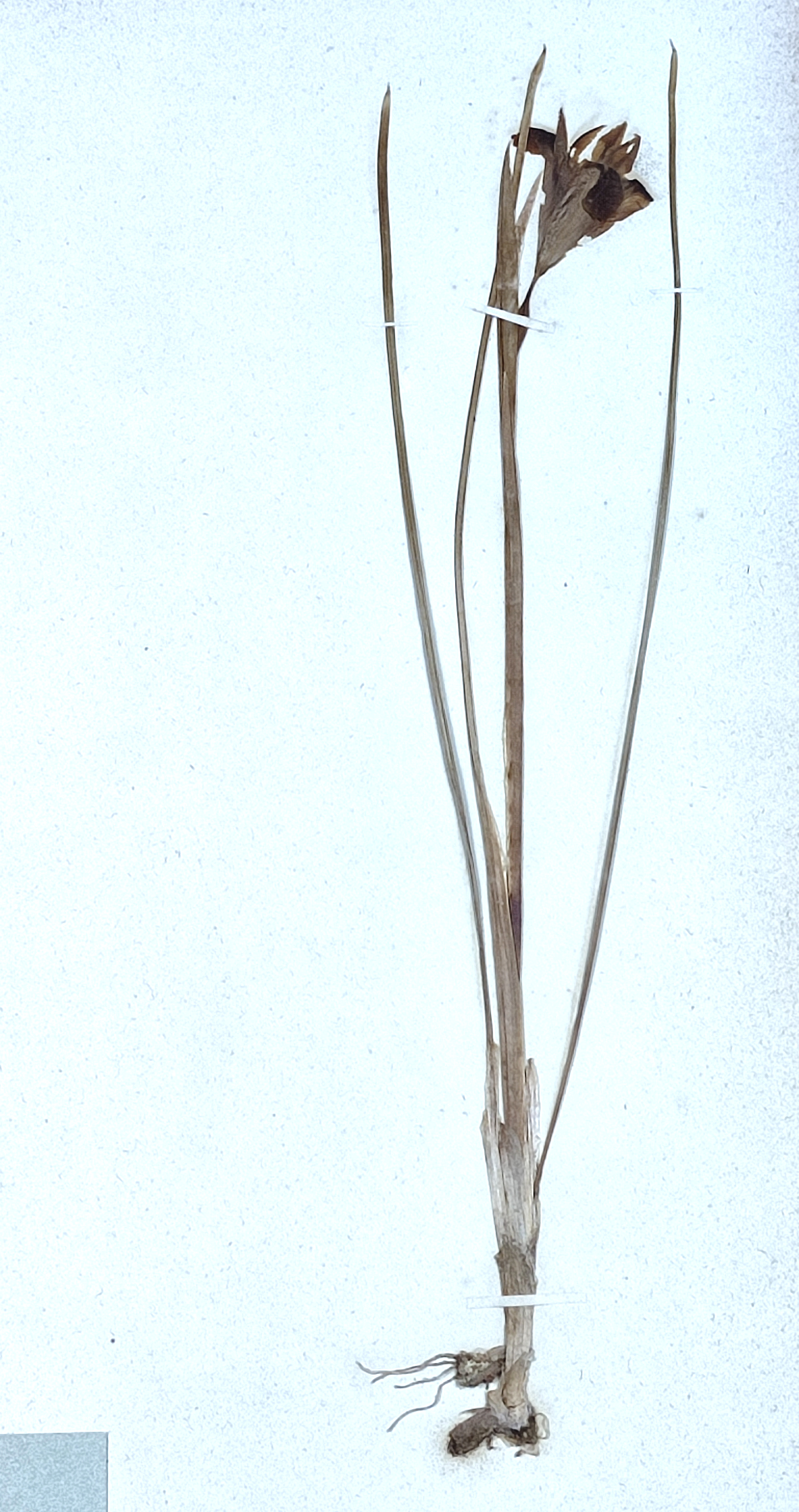
Hermodactylus tuberosus Parl., 1890 (Erbario Frizzi di Perugia)

Nel 1896 Palanza fu ammesso a socio della Società Botanica Italiana, e iniziò ad inviarvi comunicazioni e note con i ragguagli delle sue osservazioni e delle sue scoperte floristiche. Pubblicati sul Bullettino della Società, questi articoli avrebbero dovuto essere i primi di una serie di «contribuzioni allo studio... delle piante del Barese», ma invece, malauguratamente, si sarebbero interrotti dopo solo qualche anno, per la morte prematura del botanico.
Il primo contributo di Palanza sul Bullettino della Società Botanica fu la comunicazione del ritrovamento, il 16 marzo del 1896, nel Parco del Conte, nelle Murge ruvestine, di una brassicaea nuova per l'Italia continentale, la Bivonaea praecox Bertol., una rara specie algerina.
In quello stesso anno Palanza pubblicò il primo elenco floristico commentato delle specie da lui accertate di «fanerogame provenienti in questa Terra di Bari». Erano specie «singolarmente importanti, perché non indicate ancora, non già solo per la Terra di Bari, ma... per tutta o quasi tutta la Penisola». Per ognuna, Palanza citò gli autori consultati per la diagnosi, nonché le figure e gli exsiccata usati per il confronto, discusse delle discordanze morfologiche rispetto agli esemplari autentici del tipo, e aggiunse note fitogeografiche, indicando le stazioni di rinvenimento e gli habitat.

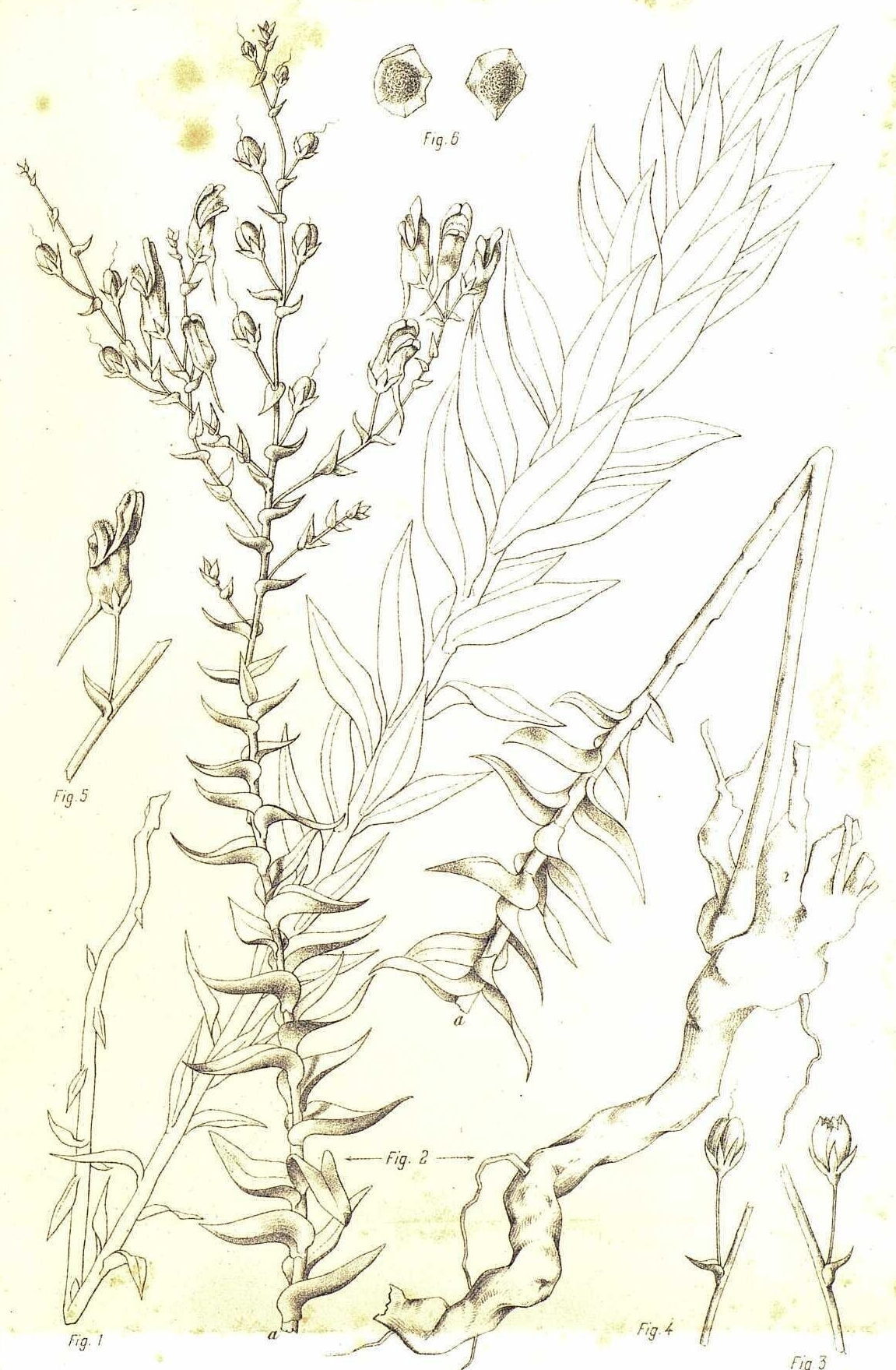
Linaria jattae, Palanza, 1899 (immagine tratta da Palanza, 1899)

Inoltre caratterizzò due varietà di erbacee non ancora descritte, denominandole Hermodactylus tuberosus Parl., var. decoloratus e Ophrys arachnites Host. var. viridis.
A questa prima memoria fecero seguito altre due pubblicazioni, entrambe del 1898. In queste sue Nuove osservazioni botaniche in Terra di Bari, Palanza presentò, «col metodo e gl'intendimenti di quelle prime» altri due elenchi floristici comprendenti quelle specie spontanee, osservate in quel territorio e da lui ritenute «cosi mal note ai botanici, che prima e separatamente da tutte le altre sembrano meritevoli di esser pubblicate».
Nel giugno del 1898, erborizzando nella Murgia di Gravina, Palanza raccolse una Linaria che, alla diagnosi, si rivelò essere una specie nuova. Palanza la caratterizzò in una nota del 1899 e volle denominarla Linaria jattae, con una lunga dedica all'amico Jatta.
A un altro botanico, il fiorentino Stefano Sommier, corrispondente di Palanza per lo scambio di campioni d'erbario, Palanza avrebbe dedicato una crassulacea n. sp. da lui scoperta nel 1899, il Sedum sommierianum.
Intanto il Consiglio Provinciale di Bari, volendo realizzare per l'Esposizione Universale di Parigi del 1900 una presentazione del territorio barese sotto l’aspetto storico, economico e naturale, aveva proposto a Palanza di occuparsi della «compilazione di un lavoro generale sulla flora della Provincia».

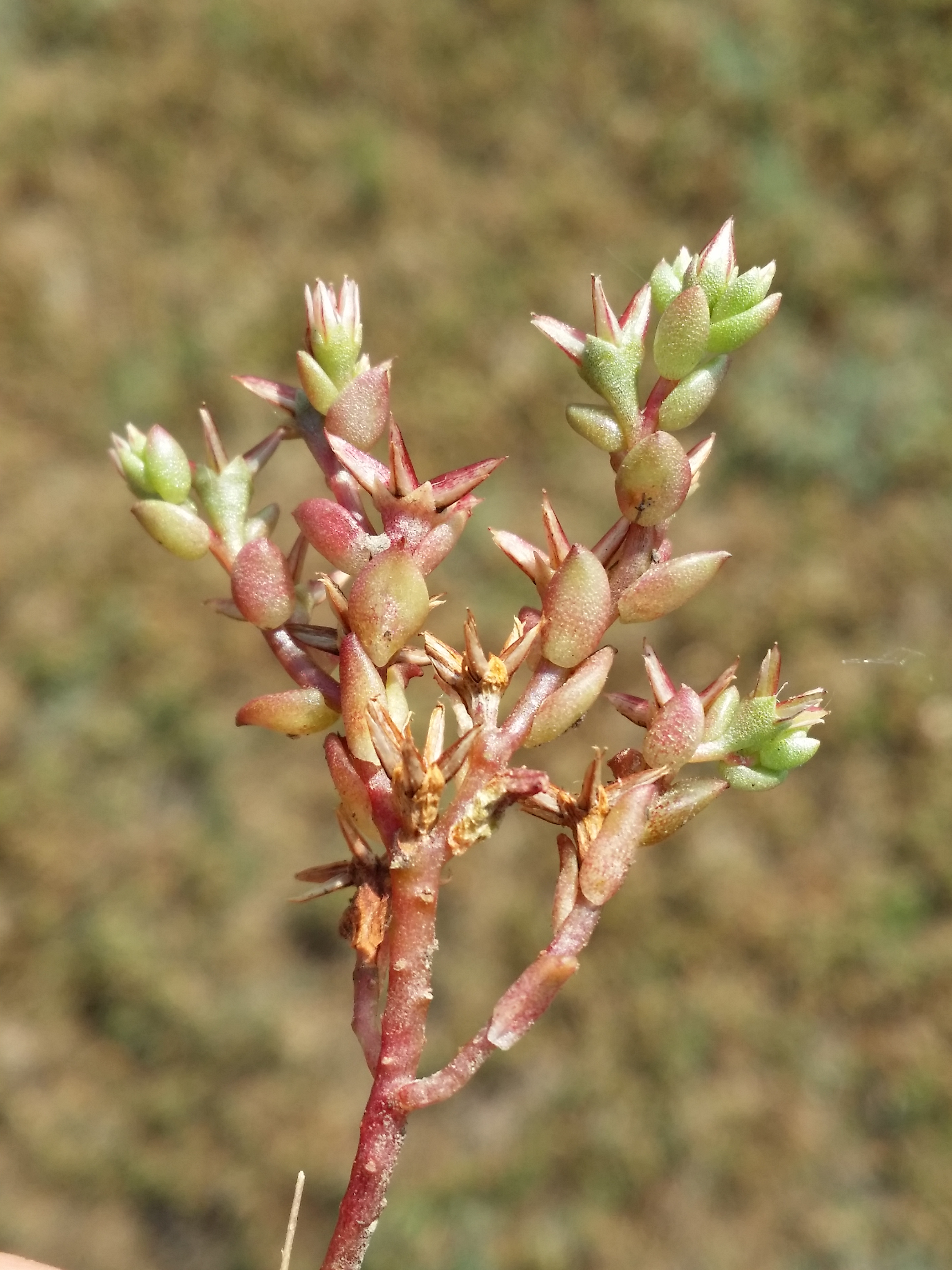
Sedum sommierianum Palanza, 1900, sinonimo junior di Sedum caespitosum (Cav.) DC., 1828

Palanza accettò l'incarico, che si configurava anche come il naturale completamento del suo progetto di censimento floristico della Terra di Bari. Per ultimarlo in tempo, Palanza sentì la necessità di intensificare le campagne di erborizzazione e, per completezza, di estendere ulteriormente l'area delle sue esplorazioni floristiche che lo portarono, nell'estate del 1899, a erborizzare nel bacino dell'Ofanto. E proprio da un'erborizzazione nella valle dell'Ofanto, il 16 luglio 1899, Palanza fece ritorno a Bitonto «infermo di febbre perniciosa, che in pochi giorni lo rese cadavere».
Dopo la sua morte, il suo lavoro per la Provincia di Bari, che Palanza «aveva presso che condotto a termine», non andò perduto. Antonio Jatta si prese cura di completare l'esame delle raccolte floristiche, «contribuendo al censimento delle specie», nonché di riunire, riordinare e completare gli appunti manoscritti lasciati da Palanza. Integrati da Jatta con una prefazione, la bibliografia e una descrizione fisiografica e vegetazionale comparata del territorio barese, furono pubblicati nel 1900, con il titolo Flora della Terra di Bari, nel terzo volume de "La Terra di Bari", edito dalla Provincia di Bari, per l'Esposizione Universale di Parigi.
Anche i suoi erbari non andarono dispersi. Inizialmente furono acquistati dall'Amministrazione Provinciale di Bari e destinati ai Gabinetti scientifici degli istituti tecnici della Provincia. Nel 1989 furono trasferiti al Liceo Scientifico Statale Arcangelo Scacchi, storico liceo scientifico di Bari, da dove, per interessamento dei botanici Pasqua Bianco, Piero Medagli e Pier Giorgio Taneburgo, furono poi incorporati nell'Herbarium Horti Botanici Barensis, l'erbario del Museo Orto Botanico dell'Università di Bari, identificato con la sigla BI nell'Index Herbariorum internazionale del New York Botanical Garden.

## Contributi scientifici
- Bivonaea praecox Bert, - Comunicazione di A. Palanza (PDF), in Bull. Soc. Bot. Ital., Firenze, Stab. G. Pellas, 1897,  pp. 64-65.
- Nuove stazioni di Bivonaea praecox Bert. (proc. verb.) (PDF), in Bull. Soc. Bot. Ital., Firenze, Stab. G. Pellas, 1897,  pp. 137.
- Osservazioni botaniche in terra di Bari, in N. Giorn. Bot. Ital. - Mem. della Soc. Bot. Ital., IV (n.s.), n. 3, Firenze, Stab. Tip. Lit. e Elerttro-Galv. G. Pellas, Luglio 1897,  pp. 277-288.
- Nuove osservazioni botaniche in terra di Bari - I (PDF), in Bull. della Soc. Bot. Ital., Firenze, Stab. G. Pellas, 1898,  pp. 150-159.
- Nuove osservazioni botaniche in terra di Bari - II (PDF), in Bull. della Soc. Bot. Ital., Firenze, Stab. G. Pellas, 1898,  pp. 192-204.
- Descrizione di una “Linaria” italiana nuova, in N. Giorn. Bot. Ital. - Mem. della Soc. Bot. Ital., VI (n.s.), n. 1, Firenze, Stab. Tip. Lit. e Elerttro-Galv. G. Pellas, Gennaio 1899,  pp. 131–132, tav. I.
- Antonio Jatta (a cura di), Flora della Terra di Bari per Alfonso Palanza; pubblicata dopo la morte dell'autore a cura di A. Jatta, Trani, Tip. V. Vecchi, 1900,  pp. 1-90.